# Иван Фирцак
Иван Фирцак (укр. Іва́н Фе́дорович Фі́рцак-Кротон; 28. јул 1899 — 10. новембар 1970) је био украјински циркуски извођач, атлетичар, боксер, рвач слободним стилом и најјачи човек на планети.

## Биографија
Рођен је 28. јула 1899. у Билкију, у сељачкој породици. Године 1919. се преселио у Праг, како би зарадио за живот радио је у циркусу. Двадесетих година прошлог века је почео да побеђује на турнирима и такмичењима. Више пута је био победник клуба Праг—Бубенеч и шампион Чехословачке у борби прса у прса и дизању тегова. Касније је радио као циркуски извођач у Хертсферту. Посетио је већину европских земаља и Сједињене Америчке Државе. Наступао је под псеудонимом Иван Снажни у шездесет и четири земље, а у боксу се такмичио против светских шампиона као Сротон. Имао је самосталну турнеју по Европи и Америци, међу осталог је наступао и пред енглеском краљицом. Године 1928. је проглашен за најјачег човека на планети. Године 1930. се вратио у родно место. Након што је Закарпатска област постала део Совјетског Савеза био је на челу полицијске управе у Билкију. Октобра 1945. се у част годишњице ослобођења Закарпатске области у ужгородском драмском позоришту борио са вишеструким шампионом Совјетског Савеза у дизању тегова Јаковом Куценком. Борба је завршена нерешеним резултатом. Учествовао је на многим регионалним и републичким такмичењима у тешкој атлетици и активно је промовисао спорт и здравље. Преминуо је 10. новембра 1970. у Билкију, а све до тада је имао славу популарног идола. Од 1999. се одржавају годишња такмичења у дизању тегова чији победник добија награду названу у његову част. Антон Копинетс је написао књигу Kroton о његовом животу, а Виктор Андријенко је 2013. године снимио филм Ivan (Strong Ivan). Ужгород је 2016. године преименовао улицу Николаја Ватутина у Ивана Фирцака.